# Pszeniec leśny
Pszeniec leśny (Melampyrum sylvaticum) – gatunek rośliny  należący do rodziny zarazowatych.  W Sudetach i Karpatach dość pospolity, na niżu rzadki (występuje na Pojezierzu Kaszubskim i w okolicach Warszawy).

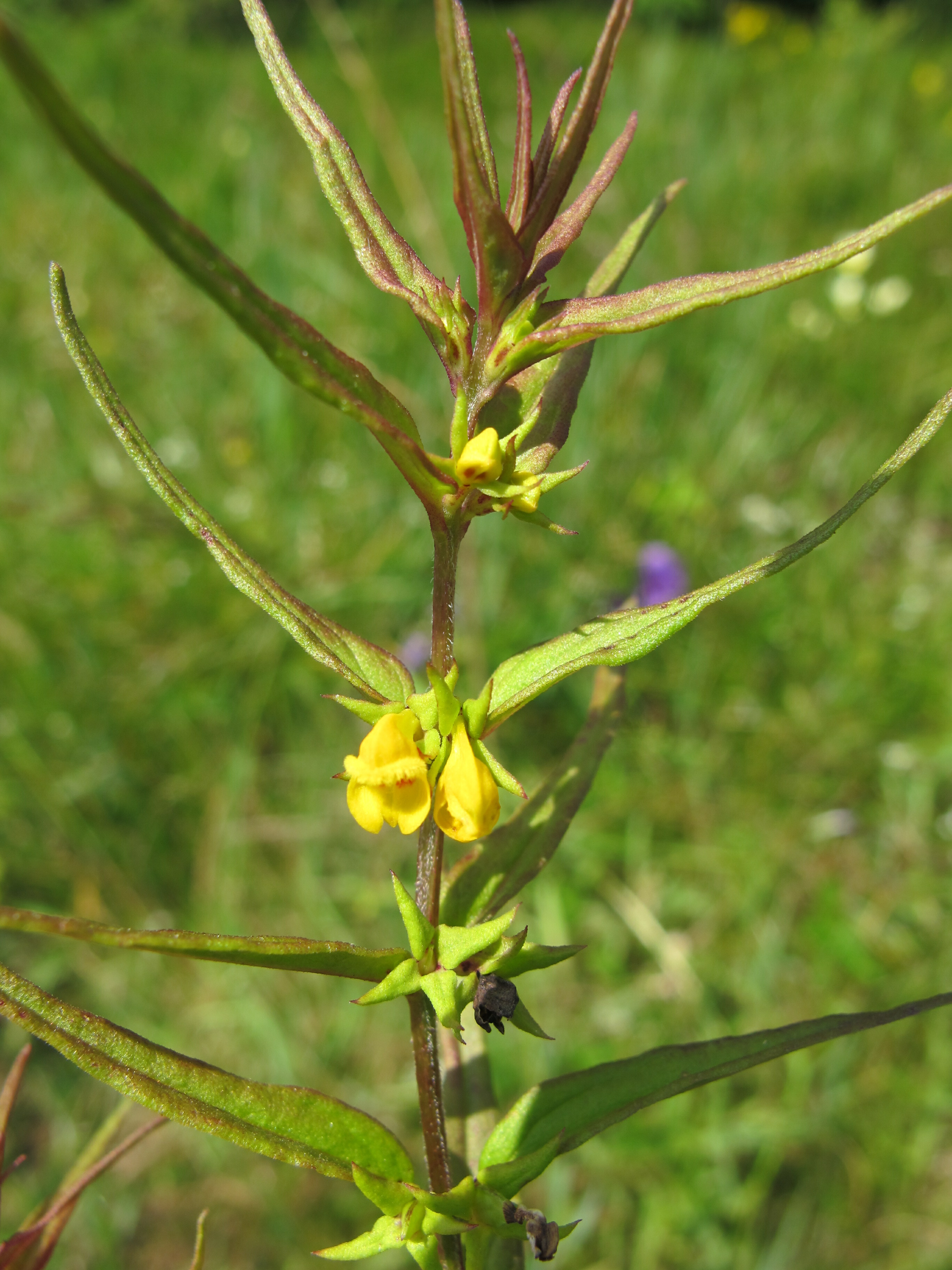
Kwiaty

## Morfologia
ŁodygaWzniesiona, wiotka i słabo rozgałęziająca się. Owłosiona krótkimi włoskami wyrastającymi w dwóch rzędach.
LiścieKrótkoogonkowe, lancetowate lub równowąskolancetowate, o zaostrzonych końcach. Podobne do liści i zielone  przysadki są całobrzegie (czasami posiadają jeden ząbek) i mają zwężone nasady. Mają bladozielony kolor.
KwiatyGrzbieciste, wzniesione, wyrastające pojedynczo w nasadach liści, tworzące luźne grono.  Złocistożółta korona o zgiętej nieco rurce ma długość 6–10 mm i jest szeroko rozwarta. Jej dolna warga jest odgięta silnie w dół. Warga górna jest silnie wysklepiona i na brzegu silnie owłosiona. Kielich równy długością rurce korony, lub nawet dłuższy, zrosły, o lancetowatych i odgiętych ząbkach.

## Biologia i ekologia
Roślina jednoroczna. Jest półpasożytem, czerpiącym ssawkami od innych roślin wodę z solami mineralnymi. Kwitnie od czerwca do września. Siedlisko: lasy i obrzeża lasów, torfowiska. W górach występuje do piętra kosówki. Gatunek charakterystyczny dla rzędu (O.) Vaccinio-Piceetalia i Ass. Calamagrostio villosae-Piceetum. Roślina trująca. Liczba chromosomów 2n= 18.